# مواجدة سليمة
يشير مصطلح المواجدة السليمة في علم النفس إلى مدى دقة شخص ما في استنتاج أفكار شخص آخر ومشاعره. واقترن ظهور المصطلح للمرة الأولى مع مصطلح «الاستدلال الوجداني» الذي قدمه عالما النفس ويليام إيكس وويليام توك في عام 1988. وبشكل عام، يكون من لديه القدرة على المواجدة السليمة «قارئًا» جيدًا للأفكار، ويمكن لمن يتمتعون بهذه القدرة العمل كمفاوضين أو محامين أو ضباط شرطة، فلديهم ميل إلى رؤية ما لا يراه غيرهم كما يمكنهم الإحساس بما يجول في أفكار من يحاورهم. ويتشابه هذا المصطلح مع مصطلح المشاركة الوجدانية الذي ابتكره قبل ذلك عالم النفس كارل روجرز عام 1957. هذا، وتمثل المواجدة السليمة جانبًا هامًا فيما أسماه ويليام ايكس «قراءة الأفكار اليومية».

## الوصف
نشر كارل روجرز عام 1951 أشهر أعماله العلاج المتمركز حول العميل ووضع مبادئ توجيهية ينبغي على اختصاصي علم النفس اتباعها خلال الجلسة العلاجية مع المسترشد، وهذه المبادئ هي التحلي بالاحترام الإيجابي غير المشروط والمشاركة الوجدانية والصدق. وكان روجز يسعى بشكل أساسي إلى تطبيق هذه القواعد لمساعدة العميل على تحويل ما لديه من إمكانات وطاقات إلى واقع وهو ما يطلق عليه مصطلح تحقيق الذات، ولكن وفقًا لروجز لا يتم تحقيق الذات إلا بعد الوفاء بالحاجة إلى الاحترام الإيجابي واحترام النفس الإيجابي واكتساب مفهوم الذات، لذا فإن إجادة التقمص كأحد الإرشادات الأساسية في العلاج يساعد العميل على التحرك نحو تحقيق الذات. ويساعد استخدام المشاركة الوجدانية في العلاج المتمركز حول العميل على فهم المسترشد والمشكلات التي يعاني منها بشكل أفضل، كما يرتبط بالمواجدة السليمة لأن روجز لم يكن يقصد مجرد إشعار المسترشد بأنه محل للعطف بل يجب على اختصاصي علم النفس أن يتوافق مع احتياجات المسترشد وآرائه. ولتحقيق ذلك، يجب أن يكون الاختصاصي النفسي «قارئًا» دقيقًا للأشخاص.

## القياس
أصبحت المواجدة السليمة موضوعًا فعالاً في أبحاث علم النفس بداية من تسعينيات القرن العشرين، وكانت القوة المحركة لدراسة هذا الموضوع هي التطوير الذي أجراه كل من ليان ايكس وزملاؤه في أحد أساليب قياس سلامة استدلالات أحد الملاحظين بشأن محتوى أفكار ومشاعر مرصودة لدى شخص مستهدف. في هذا الأسلوب، يُطلب من الملاحظ مشاهدة محادثة مسجلة على شريط فيديو، ويتم إيقاف الشريط عند كل نقطة أخبر عندها الشخص المستهدف أن فكرة ما جالت بباله أو انتابه شعور، وتتخلص مهمة الملاحظ في كتابة المحتوى الذي استنتجه لكل فكرة أو شعور. ونظرًا لوجود قائمة لدى الباحثين عن الأفكار والمشاعر الحقيقية التي سردها الشخص المستهدف عند «نقاط التوقف» المختلفة، يمكنهم مقارنة محتوى الأفكار أو الأحاسيس المستدل عليها مع الحقيقي منها وتقييم مستوى المواجدة السليمة للملاحظ.

### وجهة نظر روجز
تقوم وجهة نظر روجز على العلاج المتمركز على العميل وتستخدم 3 معايير لقياس المواجدة السليمة. وتتضمن هذه المعايير تكرار عملية تقييم المواجدة السليمة لدى الملاحظ مثل اختبار مدى دقة قراءته لأفكار ومشاعر الآخرين. وبعد هذا الاختبار الأولي، يتيح اختصاصي علم النفس الفرصة للملاحظ لتقديم استدلالاته بخصوص محتوى معين يقدمه الاختصاصي النفسي، وفي النهاية، يتعين على الاختصاصي النفسي تحديد المواحدة السليمة بشكل عملي، وذلك لفهم ما يبحث عنه داخل الملاحظ وتحديده بشكل دقيق.

## الأبحاث
على مدار العقدين الماضيين، تم تسجيل عشرات الدراسات عن المواجدة السليمة، والتي تتناول مجموعة واسعة من المواضيع تشمل ما يلي:
- الحد الأعلى للمواجدة السليمة[3]
- المواجدة السليمة لدى المعالجين المتخصصين[6]
- هل المواجدة السليمة أقوى لدى النساء عنها لدى الرجال[7]
- هل المواجدة السليمة أقوى لدى الأصدقاء عنها لدى الغرباء[8][9]
- هل تتأثر المواجدة السليمة بعوامل التحفيز[10]
- قنوات المعلومات التي لها الإسهام الأكبر في المواجدة السليمة[11]
- مناطق عمل المخ التي ترتبط بالمواجدة السليمة
- دور المواجدة السليمة في الخلافات الزوجية والإساءة بين الزوجين[12][13][14]
- دور المواجدة السليمة في التوحد واضطراب الشخصية الحدية[3][15]
- دور المواجدة السليمة في الشعور بالرضا عن العلاقات والدعم الاجتماعي[16]
- دور المواجدة السليمة في العلاقات بين الأقران والتكيف مع المراهقين الصغار[17]

### العلاج النفسي
يتم استخدام أسلوب العلاج النفسي في الأبحاث لتحديد مدى ارتباط شخص ما بالآخرين، وأحيانًا تستخدم أشرطة صوتية وفيديو في هذا البحث لتسجيل جلسات المريض والمعالج. وفي بعض الأحيان، يتم نقل هذه الجلسات إلى نص مكتوب ليتولى حكام خبراء تقييم «الاستجابة الوجدانية» لدى المعالجين تجاه المريض. وفي دراسة نوعية أجراها مارانجوني (1989)، كانت هناك بعض المخاطر، ومنها أن الحكام كانوا طلابًا أو خريجين حصلوا على تدريب للتعامل مع هذه المواقف، وهو ما يعني أن رأيهم هو رأي لمراقب خارجي.
يمكن العثور على ملخص لبحث أجري في وقت مبكر حول المواجدة السليمة في مجلد خضع للتحرير بعنوان المواجدة السليمة (Empathic Accuracy) (عام 1997). كما يتوفر أيضًا ملخص حديث في كتاب لمؤلف واحد بعنوان قراءة الأفكار اليومية: فهم ما يفكر فيه الآخرون وما يشعرون به (Everyday Mind Reading: Understanding What Other People Think and Feel) (2009).